# 倉谷工業団地 (京都)
倉谷工業団地（くらたにこうぎょうだんち）は京都府舞鶴市にある工業団地。
舞鶴市が日立造船車両工場跡地を買い取り、1990年（平成2年）に造成した。舞鶴港の公共埠頭を利用できる点や、舞鶴若狭自動車道で大阪まで約90分、京都市へも約100分で輸送できるメリットからケンコーマヨネーズ西日本工場などが進出した。
今後も京都縦貫自動車道などの全通により更なる利便性が期待できることから、京都府と舞鶴市では税制面での優遇処置を決め、積極的に企業誘致に乗り出している。資生堂舞鶴工場、次いでキリンビバレッジが撤退したが、資生堂舞鶴工場跡地は舞鶴市民病院が移転する。

## アクセス
- 国際貿易港である舞鶴港へは車で5分
- 舞鶴若狭自動車道舞鶴西ICへは車で10分
- JR舞鶴線・西舞鶴駅へは徒歩10分

## 進出企業
- ケンコーマヨネーズ・西日本工場
- 日之出化学工業本社・舞鶴工場
- 京都府中丹東保健所
- 日本通運・舞鶴支店
- 日本インパクト・舞鶴西デポ
- 京都大和・舞鶴物流センター

## 過去に立地していた企業
- 資生堂舞鶴工場（2006年3月に工場閉鎖）
- キリンビバレッジ舞鶴工場（缶製品製造廃止のため2013年12月に工場閉鎖）

## 近隣施設
- 舞鶴赤十字病院に隣接。
- 舞鶴市民病院
- スーパー三ツ丸ストア・TSUTAYA西舞鶴店へは徒歩約1分。
- 京都北都信用金庫余内支店
- ローソン日赤病院前店

## 教育施設
- 舞鶴工業高等専門学校（国立舞鶴高専）
- 京都府立西舞鶴高等学校
- 京都府立東舞鶴高等学校
- 私立日星高等学校
- 京都府立工業高等学校

## 職業訓練施設
- 近畿職業能力開発大学校附属京都職業能力開発短期大学校（ポリテクカレッジ京都）